# Laozi bianhua jing
Das Laozi bianhua jing (chinesisch 老子變化經, W.-G. Lao-tzu pien-hua ching, englisch Book of the Transformations of Laozi – „Buch von den Verwandlungen des Laozi“) ist ein daoistisches Werk vom Ende des 2. Jahrhunderts, das von den Verwandlungen eines vergöttlichten Laozi handelt. Unter den Dunhuang-Manuskripten befand sich ein auf das Jahr 612 datiertes Fragment (S 2295).